# Wereldbeker halfpipe snowboard 2005/2006
De wereldbeker halfpipe in 2005/2006 bestond uit tien wedstrijden, zowel bij de mannen als bij de vrouwen. 
Waar de Verenigde Staten de sport domineert, maar waarvan de sporters nauwelijks aan de wereldbekerwedstrijden deelnemen gingen een Duitser en een Zwitserse er met de wereldbeker vandoor. Met slechts één overwinning, de tweede wedstrijd in Leysin bleek Jan Michaelis toch de meest constante factor met betrekking tot deelnames en de daarin behaalde punten. Hij had uiteindelijk 1000 punten voorsprong op de nummer 2. Manuela Laura Pesko daarentegen won drie wedstrijden bij de dames en was daarmee de onbetwiste nummer 1, met bijna 3000 punten voorsprong op haar naaste belager.

## Mannen

### Wedstrijden
| nr. | locatie           | land | winnaar          | land |
| --- | ----------------- | ---- | ---------------- | ---- |
| 1.  | Valle Nevado      | CHI  | Xaver Hoffmann   | GER  |
| 2.  | Valle Nevado      | CHI  | Antti Autti      | FIN  |
| 3.  | Saas-Fee          | SUI  | Kazuhiro Kokubo  | JPN  |
| 4.  | Whistler Mountain | CAN  | Kazuhiro Kokubo  | JPN  |
| 5.  | Whistler Mountain | CAN  | Domu Narita      | JPN  |
| 6.  | Kreischberg       | AUT  | Janne Korpi      | FIN  |
| 7.  | Leysin            | SUI  | Halvor Lunn      | NOR  |
| 8.  | Leysin            | SUI  | Jan Michaelis    | GER  |
| 9.  | Lake Placid       | USA  | Tommy Czeschin   | USA  |
| 10. | Furano            | JPN  | Crispin Lipscomb | CAN  |

### Eindklassement Wereldbeker
| rang   | naam                | land | punten |
| ------ | ------------------- | ---- | ------ |
| Goud   | Jan Michaelis       | GER  | 4560   |
| Zilver | Xaver Hoffmann      | GER  | 3560   |
| Brons  | Kazuhiro Kokubo     | JPN  | 2420   |
| 4      | Antti Autti         | FIN  | 2400   |
| 5      | Brad Martin         | CAN  | 2260   |
| 6      | Domu Narita         | JPN  | 2150   |
| 7      | Mikael Sandy        | SWE  | 2140   |
| 8      | Takahiro Ishihara   | JPN  | 2135   |
| 9      | Halvor Lunn         | NOR  | 2112   |
| 10     | Crispin Lipscomb    | CAN  | 2010   |
|        | Mathieu Crepel      | FRA  | 2010   |
| 12     | Janne Korpi         | FIN  | 1950   |
| 13     | Andrew Burton       | AUS  | 1664   |
| 14     | Miikka Hast         | FIN  | 1540   |
| 15     | Kory Wright         | CAN  | 1530   |
| 16     | Vinzenz Lüps        | GER  | 1506   |
| 17     | Therry Brunner      | SUI  | 1502   |
| 18     | Toni-Markus Turunen | FIN  | 1440   |
| 19     | Dan Raymond         | CAN  | 1359   |
| 20     | Sergio Berger       | SUI  | 1358   |
| 36     | Luc van Ommen       | NED  | 736    |
| 64     | Dolf van der Wal    | NED  | 272    |
| 97     | Jody Koenders       | NED  | 49     |
| 105    | Tobias Aalderink    | NED  | 105    |
| 114    | David Mol           | NED  | 18     |
| 124    | Christophe Reynders | BEL  | 12     |

## Vrouwen

### Wedstrijden
| nr. | locatie           | land | winnaar             | land |
| --- | ----------------- | ---- | ------------------- | ---- |
| 1.  | Valle Nevado      | CHI  | Hannah Teter        | USA  |
| 2.  | Valle Nevado      | CHI  | Hannah Teter        | USA  |
| 3.  | Saas-Fee          | SUI  | Melo Imai           | JPN  |
| 4.  | Whistler Mountain | CAN  | Shiho Nakashima     | JPN  |
| 5.  | Whistler Mountain | CAN  | Soko Yamaoka        | JPN  |
| 6.  | Kreischberg       | AUT  | Manuela Laura Pesko | SUI  |
| 7.  | Leysin            | SUI  | Manuela Laura Pesko | SUI  |
| 8.  | Leysin            | SUI  | Paulina Ligocka     | POL  |
| 9.  | Lake Placid       | USA  | Gretchen Bleiler    | USA  |
| 10. | Furano            | JPN  | Manuela Laura Pesko | SUI  |

### Eindklassement Wereldbeker
| rang   | naam                | land | punten |
| ------ | ------------------- | ---- | ------ |
| Goud   | Manuela Laura Pesko | SUI  | 6360   |
| Zilver | Paulina Ligocka     | POL  | 3640   |
| Brons  | Sophie Rodriguez    | FRA  | 3560   |
| 4      | Shiho Nakashima     | JPN  | 3080   |
| 5      | Doriane Vidal       | FRA  | 3000   |
| 6      | Andrea Schuler      | SUI  | 2590   |
| 7      | Naho Mizuki         | JPN  | 2450   |
| 8      | Mercedes Nicoll     | CAN  | 2370   |
| 9      | Soko Yamaoka        | JPN  | 2224   |
| 10     | Juliane Bray        | NZL  | 2060   |
| 11     | Hannah Teter        | USA  | 2000   |
| 12     | Chikako Fushimi     | JPN  | 1920   |
| 13     | Maki Mitsui         | JPN  | 1742   |
| 14     | Cecile Alzina       | FRA  | 1710   |
| 15     | Holly Crawford      | AUS  | 1670   |
| 16     | Yayoi Tamura        | JPN  | 1580   |
| 17     | Melo Imai           | JPN  | 1500   |
| 18     | Romina Masolini     | ITA  | 1480   |
| 19     | Kendall Brown       | NZL  | 1474   |
| 20     | Kjersti Buaas       | NOR  | 1460   |
| 37     | Cheryl Maas         | NED  | 500    |